# Municipio de Towamensing
El municipio de Towamensing (en inglés: Towamensing Township) es un municipio ubicado en el condado de Carbon en el estado estadounidense de Pensilvania. En el año 2000 tenía una población de 3.475 habitantes y una densidad poblacional de 49.7 personas por km².

## Geografía
El municipio de Towamensing se encuentra ubicado en las coordenadas 40°52′29″N 75°37′30″O / 40.87472, -75.62500.

## Demografía
Según la Oficina del Censo en 2000 los ingresos medios por hogar en la localidad eran de $49,524 y los ingresos medios por familia eran $51,135. Los hombres tenían unos ingresos medios de $36,638 frente a los $21,103 para las mujeres. La renta per cápita para la localidad era de $19,629. Alrededor del 4,7% de la población estaban por debajo del umbral de pobreza.